# Galumna heros
Galumna heros är en kvalsterart som först beskrevs av Giovanni Canestrini 1897.  Galumna heros ingår i släktet Galumna och familjen Galumnidae. Inga underarter finns listade i Catalogue of Life.